# McDonnell FH Phantom
McDonnell FH Phantom je bil dvomotorni reaktivni palubni lovec, ki je prvič poletel v času 2. svetovne vojne. Phantom je bil prvo ameriško povsem reaktivno letalo, ki je pristalo na letalonosilki. Phantom sicer ni bil posebej uspešno letalo, v uporabi je bil samo nekaj let, ja pa vplival na dizajn bolj sposobnega McDonnell F2H Banshee.

## Specifikacije (FH-1 Phantom)
Podatki iz McDonnell Douglas Aircraft since 1920; Francillon 1979, p. 383. unless otherwise noted
Splošne karakteristike
- Posadka: One
- Dolžina: 37 ft 3 in (11,35 m)
- Razpon kril: 40 ft 9 in; 16 ft 3 in (z zloženimi krili) (12,42 m / 4,95 m)
- Višina: 14 ft 2 in (4,32 m)
- Površina kril: 276 sq ft (25,6 m²)
- Teža praznega letala: 6 683 lb (3 031 kg)
- Naložena teža: 10 035 lb (4 552 kg)
- Maks. vzletna teža: 12 035 lb (5 459 kg)
- Pogon letala: 2 × Westinghouse J30-WE-20 turboreaktivni motor, 1 600 lbf (7,1 kN) vsak
- Kapaciteta goriva: 1 420 l v notranjosti, 2 540 l z odvrgljivimi rezervoarji

 Zmogljivost 
- Maks. hitrost: 417 vozlov (479 mph, 771 km/h) na nivoju morja
- Potovalna hitrost: 216 vozlov (248 mph, 399 km/h)
- Doseg: 604 nmi (695 milj, 1 120 km)
- Največji doseg: 852 nmi (980 milj, 1580 km) z odvrgljivimi rezervoarji
- Višina leta: 41 100 ft (12 525 m)
- Hitrost vzpenjanja: 4 230 ft/min (21,5 m/s)
- Obremenitev kril: 36,4 lb/ft² (178 kg/m²)
- Razmerje potisk/teža: 0,32Oborožitev

- Strelno orožje: 4 × .50 in (12.7 mm) strojnice
- Rakete: 8 × 5 in (127 mm) HVAR rakete